# Jonas Troest
Jonas Troest (Copenaghen, 4 marzo 1985) è un ex calciatore danese, di ruolo difensore.

## Biografia
È il fratello maggiore del calciatore Magnus e dell'ostacolista Stina Troest.

## Carriera

### Club
Inizia la carriera da professionista nel 2002 con il Boldklubben af 1893, club di Copenaghen militante nella massima divisione danese. Nel 2004 si trasferisce al Silkeborg IF, club della Superligaen, dove rimane per due anni, fino a quando, nel gennaio del 2006, si trasferisce all'Hannover 96. Dopo un anno in Germania fa ritorno in patria firmando per l'Odense; nella stagione 2011-2012 milita nel Sønderjysk Elitesport.

### Nazionale
Dopo aver giocato varie partite per la Nazionale Under-16 e per la Nazionale Under-17, nel settembre del 2004, durante la sua permanenza al Silkeborg, debutta con l'Under-21. Nel maggio del 2006 viene convocato per partecipare agli Europei Under-21, nei quali scende in campo in tutte le tre partite giocate dai danesi.